# Chives, Charente-Maritime

Chives este o comună în departamentul Charente-Maritime, Franța. În 1 ianuarie 2022 avea o populație de 309 de locuitori.